# Khristo Iliev
Hristo Iliev (em búlgaro:  Христо Илиев; 7 de novembro de 1951) é um ex-jogador de voleibol da Bulgária que competiu nos Jogos Olímpicos de 1980.
Em 1980, ele fez parte da equipe búlgara que conquistou a medalha de prata no torneio olímpico, no qual atuou em todas as seis partidas.